# International Basketball Association
Pour les articles homonymes, voir IBA.
L'International Basketball Association (IBA) était une ligue professionnelle américo-canadienne de basket-ball. La IBA était basée à Winnipeg au Canada et a existé de 1995 à 2001, sous la présidence de Tom Anderson.
À l'automne 2001, la CBA et les équipes de feu la IBL fusionnent avec la IBA afin de faire renaître de ses cendres la CBA, ce qui permit de garder son nom, son logo et son palmarès, malgré la banqueroute qui avait été déclarée.

## Les équipes
| Équipe                      | Ville      | Saison                |
| RimRockers de Billings      | Billings   | 1998-1999 - 2000-2001 |
| Gold de Black Hills         | Rapid City | 1999-2000             |
| Posse de Black Hills        | Rapid City | 1995-1996 - 1997-1998 |
| Wizards du Dakota           | Bismarck   | 1995-1996 - 2000-2001 |
| Dragons de Des Moines       | Des Moines | 1997-1998 - 2000-2001 |
| Beez de Fargo-Moorhead      | Fargo      | 1995-1996 - 2000-2001 |
| Hawks de Mansfield          | Mansfield  | 1998-1999             |
| Snowbears de Magic City     | Minot      | 1996-1997 - 2000-2001 |
| Thrillers de Rapid City     | Rapid City | 1998-1999             |
| Skeeters de Rochester       | Rochester  | 1998-1999 - 1999-2000 |
| Rock'n Rollers de St. Cloud | St. Cloud  | 1995-1996             |
| Slam! de St. Paul           | St. Paul   | 1996-1997 - 1997-1998 |
| Rattlers de Salina          | Salina     | 2000-2001             |
| Hawks de la Saskatchewan    | Saskatoon  | 1999-2000 - 2000-2001 |
| Bombers de Siouxland        | Sioux City | 1999-2000 - 2000-2001 |
| Gold du Dakota du Sud       | Mitchell   | 2000-2001             |
| Cyclone de Winnipeg         | Winnipeg   | 1995-1996 - 2000-2001 |
| Blast du Wisconsin          | Appleton   | 1997-1998 - 1998-1999 |
| Hawks de Youngstown         | Youngstown | 1999-2000             |

## Palmarès
| Saison    | Champion               | Most Valuable Player                                                |
| 1995-1996 | Beez de Fargo-Moorhead | Isaac Burton, Posse de Black Hills                                  |
| 1996-1997 | Posse de Black Hills   | Dennis Edwards, Posse de Black Hills                                |
| 1997-1998 | Beez de Fargo-Moorhead | Andrell Hoard, Cyclone de Winnipeg & Mike Lloyd, Hawks de Mansfield |
| 1998-1999 | Hawks de Mansfield     | Andrell Hoard, Winnipeg Cyclone & Mike Lloyd, Hawks de Mansfield    |
| 1999-2000 | Dragons de Des Moines  | Brian Green, Wizards du Dakota                                      |
| 2000-2001 | Wizards du Dakota      | Loonie Cooper, Dragons de Des Moines                                |

## Récompenses

### Most valuable player
- 1995-96 - Isaac Burton (Posse de Black Hills)
- 1996-97 - Dennis Edwards (Posse de Black Hills)
- 1997-98 - Andrell Hoard (Cyclone de Winnipeg) and Mike Lloyd (Hawks de Mansfield)
- 1998-99 - Andrell Hoard (Cyclone de Winnipeg) and Mike Lloyd (Hawks de Mansfield)
- 1999-00 - Brian Green (Wizards du Dakota)
- 2000-01 - Loonie Cooper (Dragons de Des Moines)

### Entraîneur de l'année
- 1995-96 - Duane Ticknor (Posse de Black Hills)
- 1996-97 - Duane Ticknor (Posse de Black Hills)
- 1997-98 - Duane Ticknor (Posse de Black Hills)
- 1998-99 - Darryl Dawkins (Cyclone de Winnipeg) et Kevin Mackey (Hawks de Mansfield)
- 1999-00 - Duane Tickor (Wizards du Dakota)
- 2000-01 - David Joerger (Wizards du Dakota) et Mike Born (Dragons de Des Moines)

## Joueurs célèbres ou marquants
- Damon Jones
- Loonie Cooper